# Ащысай (Темирский район)
Ащысай (каз. Ащысай, до 2003 г. — Благовещенское) — село в Темирском районе Актюбинской области Казахстана. Входит в состав Аксайского сельского округа. Код КАТО — 155635400.

## Население
В 1999 году население села составляло 360 человек (189 мужчин и 171 женщина). По данным переписи 2009 года, в селе проживали 252 человека (126 мужчин и 126 женщин).